# Петрина Наталія Василівна
Петрина Наталія Василівна (10 лютого 1972 року) — український географ, геоеколог, кандидат географічних наук, доцент Київського національного університету імені Тараса Шевченка.

## Біографія
Народилась 10 лютого 1972 року в селищі Калита Київської області. Закінчила 1994 році кафедр фізичної географії Київського університету зі спеціальності «фізико-географ, геоеколог», у 1997 році аспірантуру університету. В університеті працює з 1998 року співробітником наукової лабораторії ландшафтної екології та аерокосмічного моніторингу навколишнього середовища географічного факультету, з 2002 асистент, з 2007 доцент кафедри географії України. Кандидатська дисертація «Ландшафтно-геохімічне обґрунтування мережі агроекологічного моніторингу» захищена у 2000 році. Читає нормативні та спеціалізовані курси: «Загальне землезнавство», «Фізична географія України», «Географія України», «Геохімія ландшафтів», «Заповідна справа», «Основи екологічних експертиз». Брала участь у роботах з підготовки Національного атласу України.

## Наукові праці
Сфера наукових досліджень: проблеми екологічного управління, заповідної справи та розвитку екологічного туризму, екологічне право, фізична географія, туристичне та природоохоронне картографування. Автор і співавтор понад 30 наукових та навчально-методичних праць. Основні праці:
1. Заповідна справа: Конспект лекцій у схемах і таблицях: Навчальний посібник. — К., 2007.
2. Геохімія ландшафтів / Національний атлас України. — К., 2007 (у співавторстві).
3. Фізична географія материків і океанів. — К., 2009. Том 1: Азія (у співавторстві).
4. Фізична географія материків і океанів. — К., 2009. Том 2: Європа (у співавторстві).